# Liste der Staatsoberhäupter von Laos
Dieser Artikel listet die bisherigen Staatsoberhäupter von Laos auf. Seit die Demokratische Volksrepublik Laos am 2. Dezember 1975 proklamiert wurde, ist ein Präsident das Staatsoberhaupt von Laos. Er wird von der Laotischen Revolutionären Volkspartei gestellt.

## Könige von Laos
| Name            | Beginn der Herrschaft | Ende der Herrschaft |
| --------------- | --------------------- | ------------------- |
| Sisavang Vong   | 23. April 1946        | 29. Oktober 1959    |
| Savang Vatthana | 29. Oktober 1959      | 2. Dezember 1975    |

## Präsidenten der Demokratischen Volksrepublik Laos

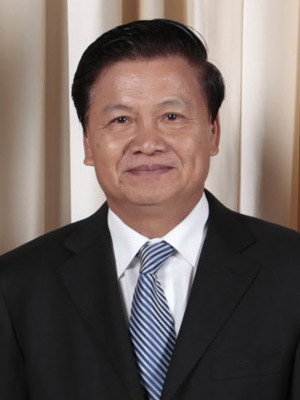
Thongloun Sisoulith, Präsident seit 2021

| Name                              | Beginn der Amtszeit | Ende der Amtszeit |
| --------------------------------- | ------------------- | ----------------- |
| Souphanouvong                     | 2. Dezember 1975    | 15. Dezember 1991 |
| Phoumi Vongvichit (kommissarisch) | 31. Dezember 1986   | 15. August 1991   |
| Kaysone Phomvihane                | 15. August 1991     | 21. November 1992 |
| Nouhak Phoumsavanh                | 25. November 1992   | 24. Februar 1998  |
| Khamtay Siphandone                | 24. Februar 1998    | 8. Juni 2006      |
| Choummaly Sayasone                | 8. Juni 2006        | 20. April 2016    |
| Boungnang Vorachith               | 20. April 2016      | 22. März 2021     |
| Thongloun Sisoulith               | 22. März 2021       | amtierend         |

## Belege
- Martin Stuart-Fox: Historical Dictionary of Laos. 3. Auflage, Scarecrow Press, Lanham MD/Plymouth 2008. Appendix A: Rulers and Leaders, S. 391 ff.